# Herb gminy Łabowa
Herb gminy Łabowa – jeden z symboli gminy Łabowa, ustanowiony 30 czerwca 2006.

## Wygląd i symbolika
Herb przedstawia na tarczy na tarczy w polu czerwonym srebrną rozwieszoną owczą skórę. Herb nawiązuje do godła z XIX-wiecznej pieczęci gminnej. Odcisk znany z 1869 roku. Jakby owcze runo widniej na pieczęci dominalnej, której odciski znajdują się na dokumentach z 1 ćwierci XIX wieku. Pieczęć posiada legendę: "HRABSTWO * WISNICZ * LABOWA". Niewykluczone, iż jest to jednak zatarta pieczęć dominalna księżnej Izabelli Lubomirskiej (po mężu Sanguszkowej), która przed 1799 była właścicielką zarówno dóbr wiśnickich, jak i łabowskich. Istnieje możliwość, iż owcze runu jest w rzeczywistości zmanierowaną tarczą herbową z wytartym godłem, albo książęcym futrem gronostajowe (lub płaszczem) na którym znajdowała się starta już tarcza herbowa z godłem.